# Volta a Portugal 2016
La Volta a Portugal 2016, settantottesima edizione della corsa, valida come prova di classe 2.1 dell'UCI Europe Tour, si svolse in dieci tappe precedute da un cronoprologo iniziale dal 27 luglio al 7 agosto 2016. Il percorso era di 1 618 km con partenza da Oliveira de Azeméis e arrivo a Lisbona.
Il corridore portoghese Rui Vinhas della squadra W52-FC Porto si aggiudicò la corsa concludendo in 37h15'09". Fu la sua prima affermazione in questa competizione, maturata dopo una fuga da lontano nella terza tappa che gli permise di vestire la maglia gialla. Successivamente gestì il suo vantaggio e resistette alla rimonta del suo compagno di squadra e capitano nonché dominatore delle ultime due edizioni, Gustavo César Veloso, che dopo la fuga della terza tappa si ritrovò con uno svantaggio di circa 4 minuti dal suo gregario ma, nonostante la vittoria di tre tappe tra cui la cronometro finale, recuperò solo parzialmente lo svantaggio fermandosi al secondo posto nella graduatoria finale.

## Tappe
| Tappa  | Data      | Percorso                                     | km    | Vincitore di tappa   | Leader cl. generale |
| ------ | --------- | -------------------------------------------- | ----- | -------------------- | ------------------- |
| Prol.  | 27 luglio | Oliveira de Azeméis (cron. individuale)      | 3,6   | Rafael Reis          | Rafael Reis         |
| 1ª     | 28 luglio | Ovar > Braga                                 | 167   | Daniel Mestre        | Daniel Mestre       |
| 2ª     | 29 luglio | Viana do Castelo > Fafe                      | 160   | Francesco Gavazzi    | Daniel Mestre       |
| 3ª     | 30 luglio | Montalegre > Macedo de Cavaleiros            | 160   | William Clarke       | Rui Vinhas          |
| 4ª     | 31 luglio | Braganza > Senhora da Graça                  | 191   | Gustavo César Veloso | Rui Vinhas          |
| 5ª     | 1 agosto  | Lamego > Viseu                               | 153   | Vicente Rublo        | Rui Vinhas          |
|        | 2 agosto  | giorno di riposo                             |       |                      |                     |
| 6ª     | 3 agosto  | Belmonte > Guarda                            | 173   | Gustavo César Veloso | Rui Vinhas          |
| 7ª     | 4 agosto  | Figueira de Castelo Rodrigo > Castelo Branco | 183   | José Gonçalves       | Rui Vinhas          |
| 8ª     | 5 agosto  | Nazaré > Arruda dos Vinhos                   | 208   | Jesús Ezquerra       | Rui Vinhas          |
| 9ª     | 6 agosto  | Alcácer do Sal > Setúbal                     | 187   | Daniel Mestre        | Rui Vinhas          |
| 10ª    | 7 agosto  | Lisbona > Lisbona (cron. individuale)        | 32    | Gustavo César Veloso | Rui Vinhas          |
| Totale | Totale    | Totale                                       | 1 618 |                      |                     |

## Squadre e corridori partecipanti
| N.    | Cod. | Squadra                     |
| ----- | ---- | --------------------------- |
| 1-8   | W52  | W52-FC Porto                |
| 11-18 | EFP  | Efapel                      |
| 21-28 | RPB  | Rádio Popular-Boavista      |
| 31-38 | LAA  | LA Alumínios-Antarte        |
| 41-48 | TAV  | Sporting-Tavira             |
| 51-58 | LHL  | Louletano-Hospital de Loulé |
| 61-68 | CJR  | Caja Rural-Seguros RGA      |
| 71-78 | DPC  | Drapac Professional Cycling |
| 81-88 | AND  | Androni Giocattoli-Sidermec |

| N.      | Cod. | Squadra                       |
| ------- | ---- | ----------------------------- |
| 91-98   | FSC  | Funvic Soul Cycles-Carrefour  |
| 101-108 | ROT  | Team Roth                     |
| 111-118 | LOK  | Lokosphinx                    |
| 121-128 | CJC  | Christina Jewelry Pro Cycling |
| 131-138 | EUS  | Euskadi Basque Country-Murias |
| 141-148 | BRC  | Boyacá Raza de Campeones      |
| 151-158 | DCT  | Inteja-MMR Dominican          |
| 161-168 | TSE  | Astana City                   |
| 171-178 | ADT  | Armée de Terre                |

## Dettagli delle tappe

### Prologo
- 27 luglio: Oliveira de Azeméis – Cronometro individuale – 3,6 km

Risultati
| Pos. | Corridore      | Squadra    | Tempo |
| ---- | -------------- | ---------- | ----- |
| 1    | Rafael Reis    | W52-Porto  | 4'42" |
| 2    | Jóni Brandão   | Efapel     | a 3"  |
| 3    | José Gonçalves | Caja Rural | a 4"  |

| Pos. | Corridore      | Squadra    | Tempo |
| ---- | -------------- | ---------- | ----- |
| 1    | Rafael Reis    | W52-Porto  | 4'42" |
| 2    | Jóni Brandão   | Efapel     | a 3"  |
| 3    | José Gonçalves | Caja Rural | a 4"  |

### 1ª tappa
- 28 luglio: Ovar > Braga – 167 km

Risultati
| Pos. | Corridore      | Squadra       | Tempo    |
| ---- | -------------- | ------------- | -------- |
| 1    | Daniel Mestre  | Efapel        | 4h21'27" |
| 2    | Davide Viganò  | Androni Gioc. | s.t.     |
| 3    | José Gonçalves | Efapel        | s.t.     |

| Pos. | Corridore      | Squadra    | Tempo    |
| ---- | -------------- | ---------- | -------- |
| 1    | Daniel Mestre  | Efapel     | 4h26'03" |
| 2    | José Gonçalves | Caja Rural | a 6"     |
| 3    | Jóni Brandão   | Efapel     | a 9"     |

### 2ª tappa
- 29 luglio: Viana do Castelo > Fafe – 160 km

Risultati
| Pos. | Corridore         | Squadra       | Tempo    |
| ---- | ----------------- | ------------- | -------- |
| 1    | Francesco Gavazzi | Androni Gioc. | 4h12'53" |
| 2    | José Gonçalves    | Caja Rural    | s.t.     |
| 3    | Vicente García    | Louletano     | s.t.     |

| Pos. | Corridore         | Squadra       | Tempo    |
| ---- | ----------------- | ------------- | -------- |
| 1    | Daniel Mestre     | Efapel        | 8h38'44" |
| 2    | José Gonçalves    | Caja Rural    | a 2"     |
| 3    | Francesco Gavazzi | Androni Gioc. | a 8"     |

### 3ª tappa
- 30 luglio: Montalegre > Macedo de Cavaleiros – 160 km

Risultati
| Pos. | Corridore       | Squadra       | Tempo    |
| ---- | --------------- | ------------- | -------- |
| 1    | William Clarke  | Drapac        | 3h49'50" |
| 2    | Marco Frapporti | Androni Gioc. | a 2"     |
| 3    | Benjamin Thomas | A. de Terre   | a 54"    |

| Pos. | Corridore      | Squadra    | Tempo     |
| ---- | -------------- | ---------- | --------- |
| 1    | Rui Vinhas     | W52-Porto  | 12h29'59" |
| 2    | Daniel Mestre  | Efapel     | a 3'19"   |
| 3    | José Gonçalves | Caja Rural | a 3'21"   |

### 4ª tappa
- 31 luglio: Braganza > Senhora da Graça – 191 km

Risultati
| Pos. | Corridore            | Squadra    | Tempo    |
| ---- | -------------------- | ---------- | -------- |
| 1    | Gustavo César Veloso | W52-Porto  | 5h12'24" |
| 2    | Daniel Silva         | R. Popular | a 5"     |
| 3    | Jóni Brandão         | Efapel     | a 12"    |

| Pos. | Corridore            | Squadra   | Tempo     |
| ---- | -------------------- | --------- | --------- |
| 1    | Rui Vinhas           | W52-Porto | 17h42'58" |
| 2    | Gustavo César Veloso | W52-Porto | a 2'48"   |
| 3    | Jóni Brandão         | Efapel    | a 3'04"   |

### 5ª tappa
- 1 agosto: Lamego > Viseu – 153 km

Risultati
| Pos. | Corridore         | Squadra       | Tempo    |
| ---- | ----------------- | ------------- | -------- |
| 1    | Vicente Rublo     | Louletano     | 3h57'58" |
| 2    | Rinaldo Nocentini | Sporting      | s.t.     |
| 3    | Francesco Gavazzi | Androni Gioc. | s.t.     |

| Pos. | Corridore            | Squadra   | Tempo     |
| ---- | -------------------- | --------- | --------- |
| 1    | Rui Vinhas           | W52-Porto | 21h40'52" |
| 2    | Gustavo César Veloso | W52-Porto | a 2'45"   |
| 3    | Jóni Brandão         | Efapel    | a 3'02"   |

### 6ª tappa
- 3 agosto: Belmonte > Guarda – 153 km

Risultati
| Pos. | Corridore            | Squadra    | Tempo    |
| ---- | -------------------- | ---------- | -------- |
| 1    | Gustavo César Veloso | W52-Porto  | 4h55'59" |
| 2    | Daniel Silva         | R. Popular | a 5"     |
| 3    | Raúl Alarcón         | W52-Porto  | a 7"     |

| Pos. | Corridore            | Squadra    | Tempo     |
| ---- | -------------------- | ---------- | --------- |
| 1    | Rui Vinhas           | W52-Porto  | 26h36'55" |
| 2    | Gustavo César Veloso | W52-Porto  | a 2'25"   |
| 3    | Daniel Silva         | R. Popular | a 2'53"   |

### 7ª tappa
- 4 agosto: Figueira de Castelo Rodrigo > Castelo Branco – 183 km

Risultati
| Pos. | Corridore         | Squadra       | Tempo    |
| ---- | ----------------- | ------------- | -------- |
| 1    | José Gonçalves    | Caja Rural    | 4h19'38" |
| 2    | Samuel Caldeira   | W52-Porto     | s.t.     |
| 3    | Francesco Gavazzi | Androni Gioc. | s.t.     |

| Pos. | Corridore            | Squadra    | Tempo     |
| ---- | -------------------- | ---------- | --------- |
| 1    | Rui Vinhas           | W52-Porto  | 30h51'15" |
| 2    | Gustavo César Veloso | W52-Porto  | a 2'25"   |
| 3    | Daniel Silva         | R. Popular | a 2'53"   |

### 8ª tappa
- 5 agosto: Nazaré > Arruda dos Vinhos – 208 km

Risultati
| Pos. | Corridore       | Squadra   | Tempo    |
| ---- | --------------- | --------- | -------- |
| 1    | Jesús Ezquerra  | Sporting  | 5h02'04" |
| 2    | Samuel Caldeira | W52-Porto | a 15"    |
| 3    | Nathan Earle    | Drapac    | a 17"    |

| Pos. | Corridore            | Squadra    | Tempo     |
| ---- | -------------------- | ---------- | --------- |
| 1    | Rui Vinhas           | W52-Porto  | 36h53'14" |
| 2    | Gustavo César Veloso | W52-Porto  | a 2'25"   |
| 3    | Daniel Silva         | R. Popular | a 2'53"   |

### 9ª tappa
- 6 agosto: Alcácer do Sal > Setúbal - 187 km

Risultati
| Pos. | Corridore        | Squadra       | Tempo    |
| ---- | ---------------- | ------------- | -------- |
| 1    | Daniel Mestre    | Efapel        | 4h12'50" |
| 2    | Alejandro Marque | LA Aluminios  | s.t.     |
| 3    | Alessio Taliani  | Androni Gioc. | a 3"     |

| Pos. | Corridore            | Squadra    | Tempo     |
| ---- | -------------------- | ---------- | --------- |
| 1    | Rui Vinhas           | W52-Porto  | 41h05'09" |
| 2    | Gustavo César Veloso | W52-Porto  | a 2'25"   |
| 3    | Daniel Silva         | R. Popular | a 2'53"   |

### 10ª tappa
- 7 agosto: Lisbona > Lisbona - Cronometro individuale - 32 km

Risultati
| Pos. | Corridore            | Squadra    | Tempo  |
| ---- | -------------------- | ---------- | ------ |
| 1    | Gustavo César Veloso | W52-Porto  | 40'46" |
| 2    | Raúl Alarcón         | W52-Porto  | a 47"  |
| 3    | Daniel Silva         | R. Popular | a 50"  |

| Pos. | Corridore            | Squadra    | Tempo     |
| ---- | -------------------- | ---------- | --------- |
| 1    | Rui Vinhas           | W52-Porto  | 41h46'57" |
| 2    | Gustavo César Veloso | W52-Porto  | a 1'31"   |
| 3    | Daniel Silva         | R. Popular | a 2'49"   |

## Classifiche finali

### Classifica generale
| Pos. | Corridore            | Squadra      | Tempo     |
| ---- | -------------------- | ------------ | --------- |
| 1    | Rui Vinhas           | W52-Porto    | 40h57'56" |
| 2    | Gustavo César Veloso | W52-Porto    | a 1'31"   |
| 3    | Daniel Silva         | R. Popular   | a 2'49"   |
| 4    | Raúl Alarcón         | W52-Porto    | a 3'30"   |
| 5    | Jóni Brandão         | Efapel       | a 3'54"   |
| 6    | Amaro Antunes        | LA Aluminios | a 5'08"   |
| 7    | Henrique Casimiro    | Efapel       | a 6'03"   |
| 8    | Vicente Rublo        | Louletano    | a 6'30"   |
| 9    | Rui Sousa            | R. Popular   | a 6'44"   |
| 10   | Ricardo Vilela       | Caja Rural   | a 7'21"   |

### Classifica scalatori
| Pos. | Corridore            | Squadra     | Punti |
| ---- | -------------------- | ----------- | ----- |
| 1    | Ramiro Díaz          | Funvic Soul | 70    |
| 2    | Jóni Brandão         | Efapel      | 57    |
| 3    | Bruno Silva          | Louletano   | 55    |
| 4    | Raúl Alarcón         | W52-Porto   | 52    |
| 5    | Frederico Figueiredo | R. Popular  | 45    |

### Classifica a punti
| Pos. | Corridore            | Squadra       | Punti |
| ---- | -------------------- | ------------- | ----- |
| 1    | Gustavo César Veloso | W52-Porto     | 124   |
| 2    | Daniel Mestre        | Efapel        | 89    |
| 3    | Francesco Gavazzi    | Androni Gioc. | 70    |
| 4    | Vicente Rublo        | Louletano     | 70    |
| 5    | José Gonçalves       | Caja Rural    | 62    |

### Classifica squadre
| Pos. | Squadra                     | Tempo      |
| ---- | --------------------------- | ---------- |
| 1    | W52-FC Porto                | 122h54'24" |
| 2    | Rádio Popular-Boavista      | a 16'46"   |
| 3    | Efapel                      | a 33'33"   |
| 4    | LA Aluminios-Antarte        | a 41'53"   |
| 5    | Androni Giocattoli-Sidermec | a 41'54"   |